# La Yesa
La Yesa è un comune spagnolo di 252 abitanti situato nella comunità autonoma Valenciana.